# Bucine
Bucine ("Bùcine" en el dialecte local) és un municipi situat al territori de la província d'Arezzo, a la regió de la Toscana (Itàlia).
Limita amb els municipis de Castelnuovo Berardenga, Civitella in Val di Chiana, Gaiole in Chianti, Monte San Savino, Montevarchi, Pergine Valdarno i Rapolano Terme.
Les frazione d'Ambra, Badia Agnano, Badia a Roti, Capannole, Cennina, Levane, Mercatale, Montebenichi, Pietraviva, Pogi, Rapale, San Leolino, San Pancrazio i Torre i les localitats de Case Mearino, Castiglione Alberti, Duddova, Gavignano, il Fornello, il Prato di Badia Agnano, il Vasarri, la Querce, la Villa, Lupinari, Migliarina, Molin di Dino, Molino di Bucine, Perelli, San Martino, Sogna, Solata, Tontenano i Vepri pertanyen al municipi de Bucine.

## Galeria fotogràfica

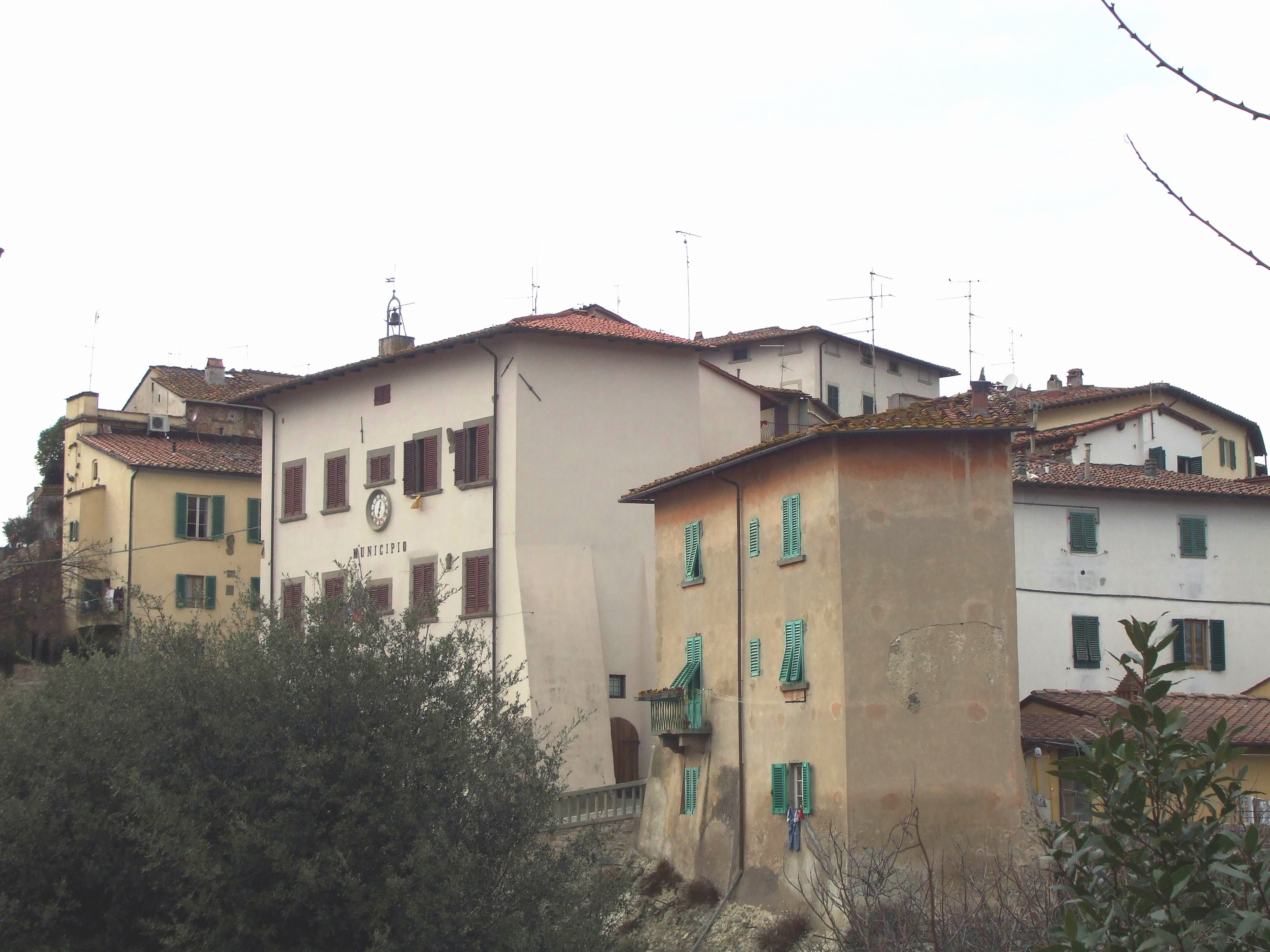
Ajuntament
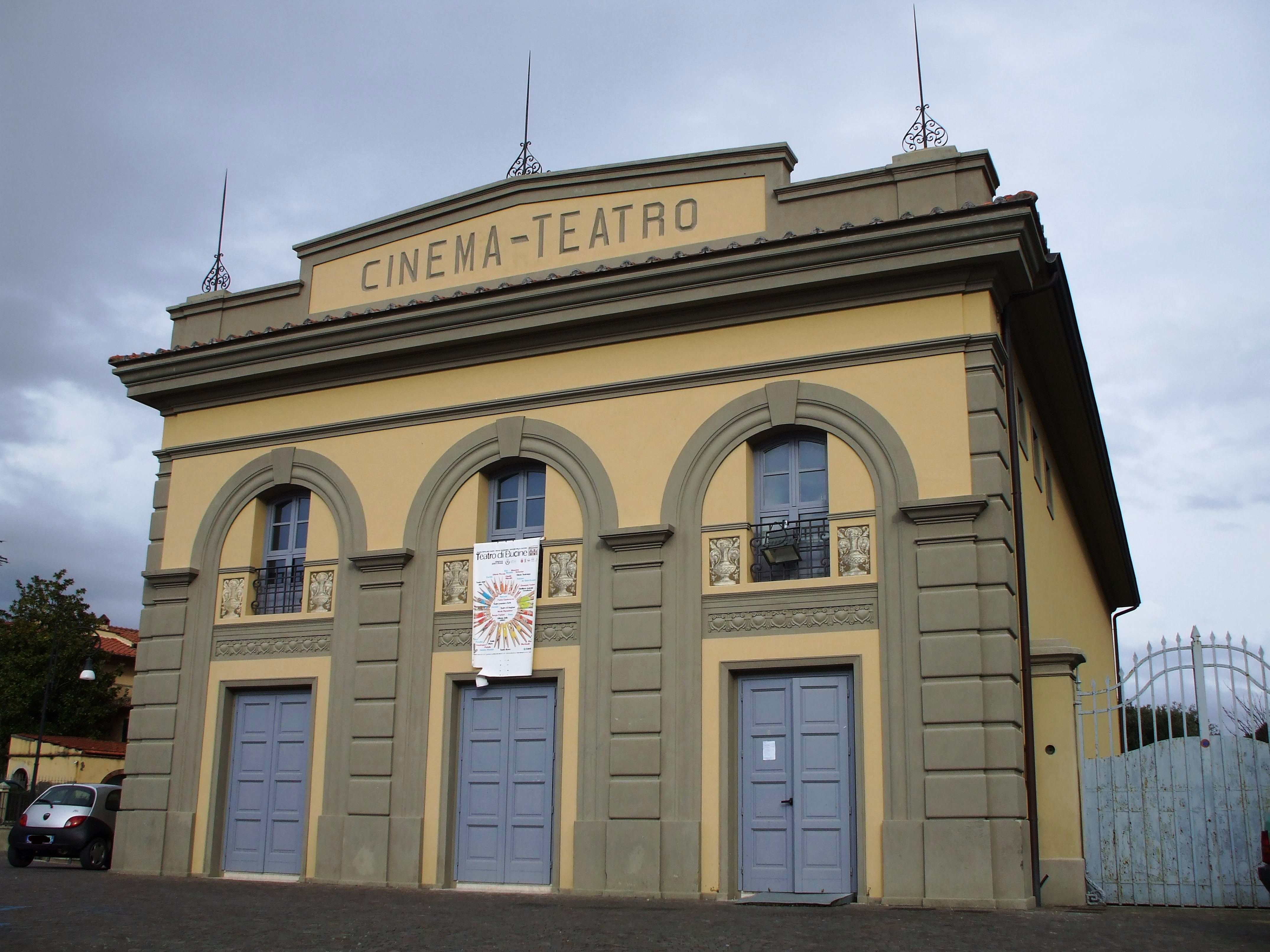
Bucine, l'edifici del cinema teatro
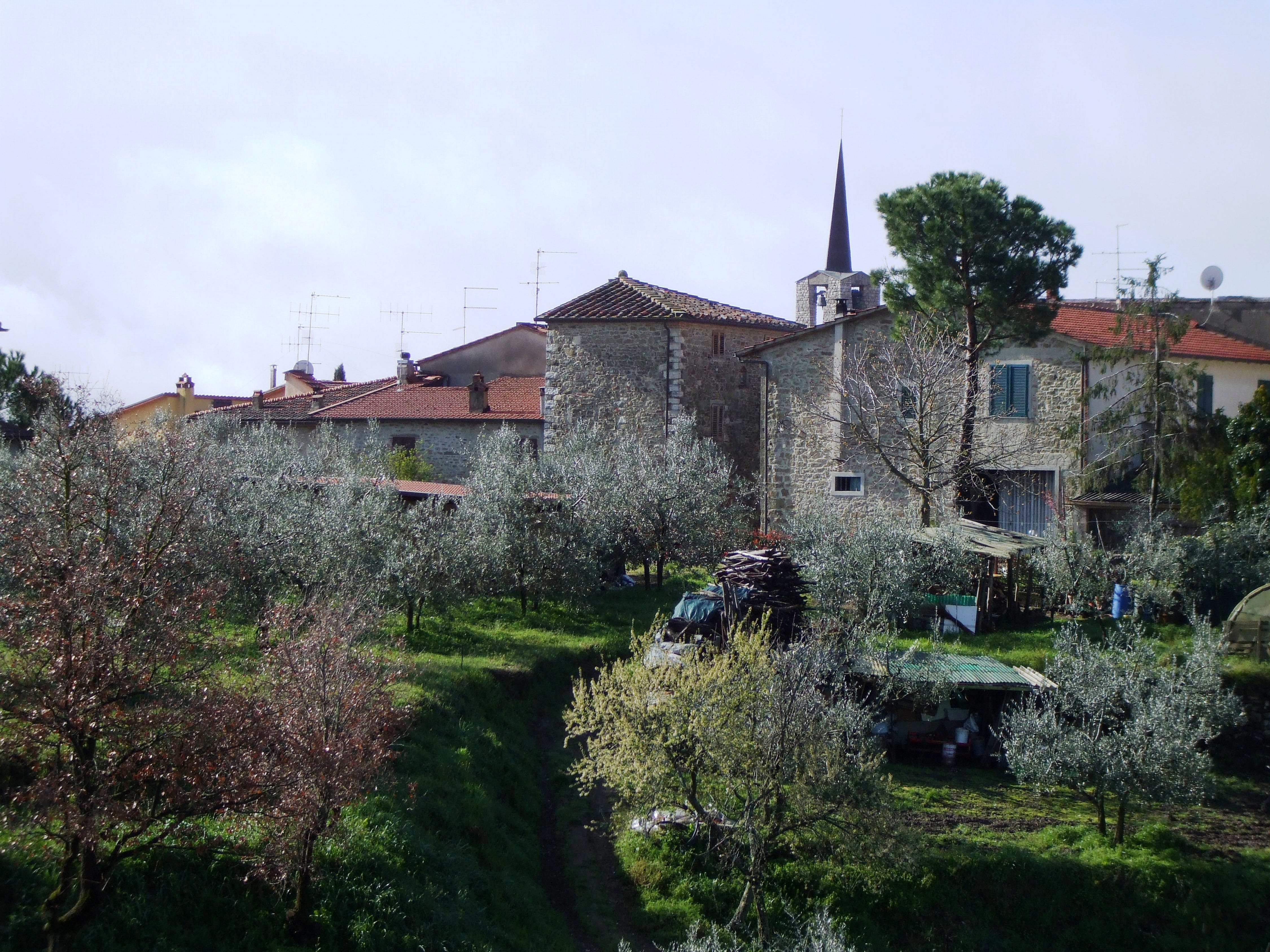
Bucine, la frazione de San Pancrazio
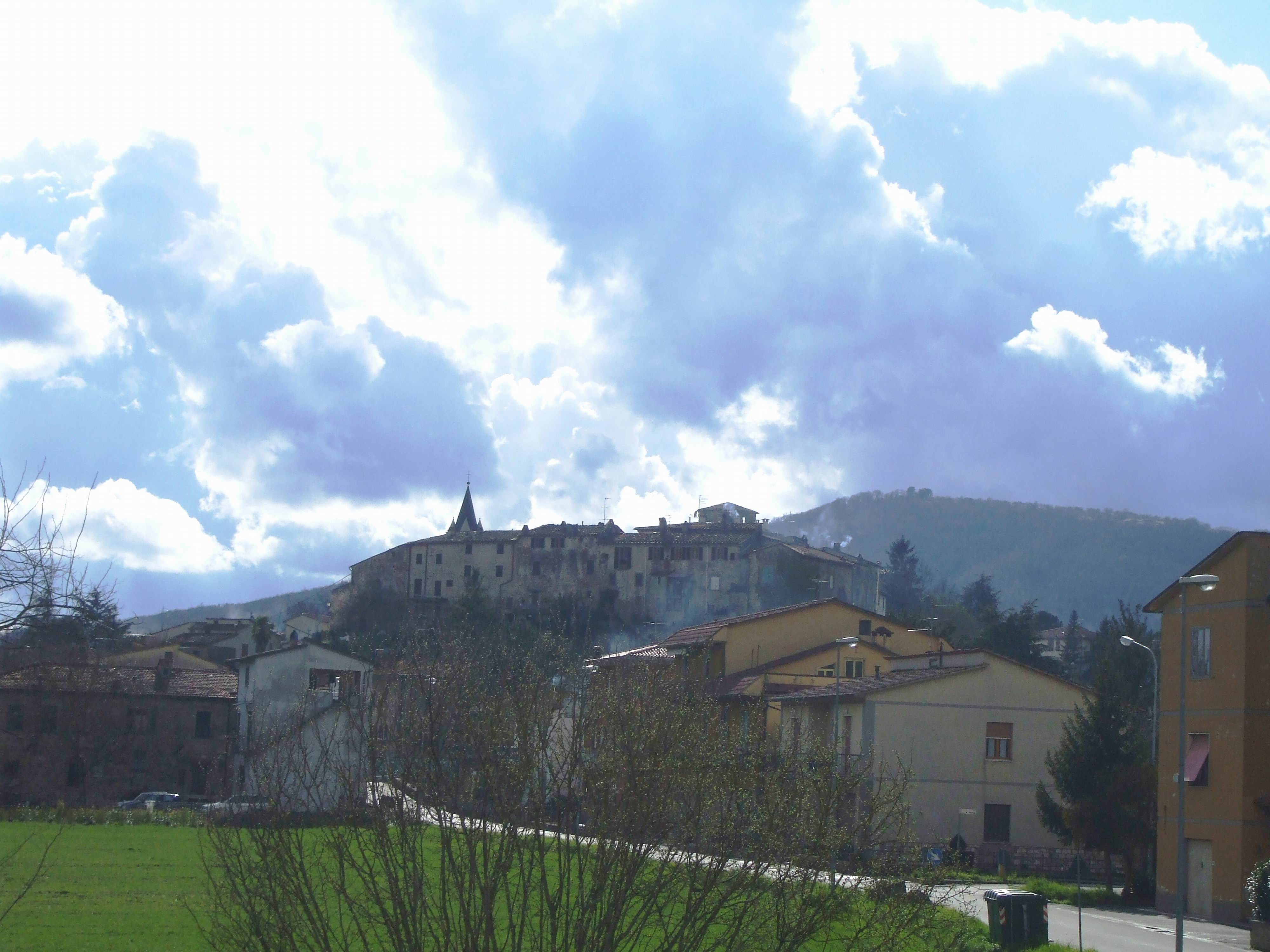
la frazione d'Ambra
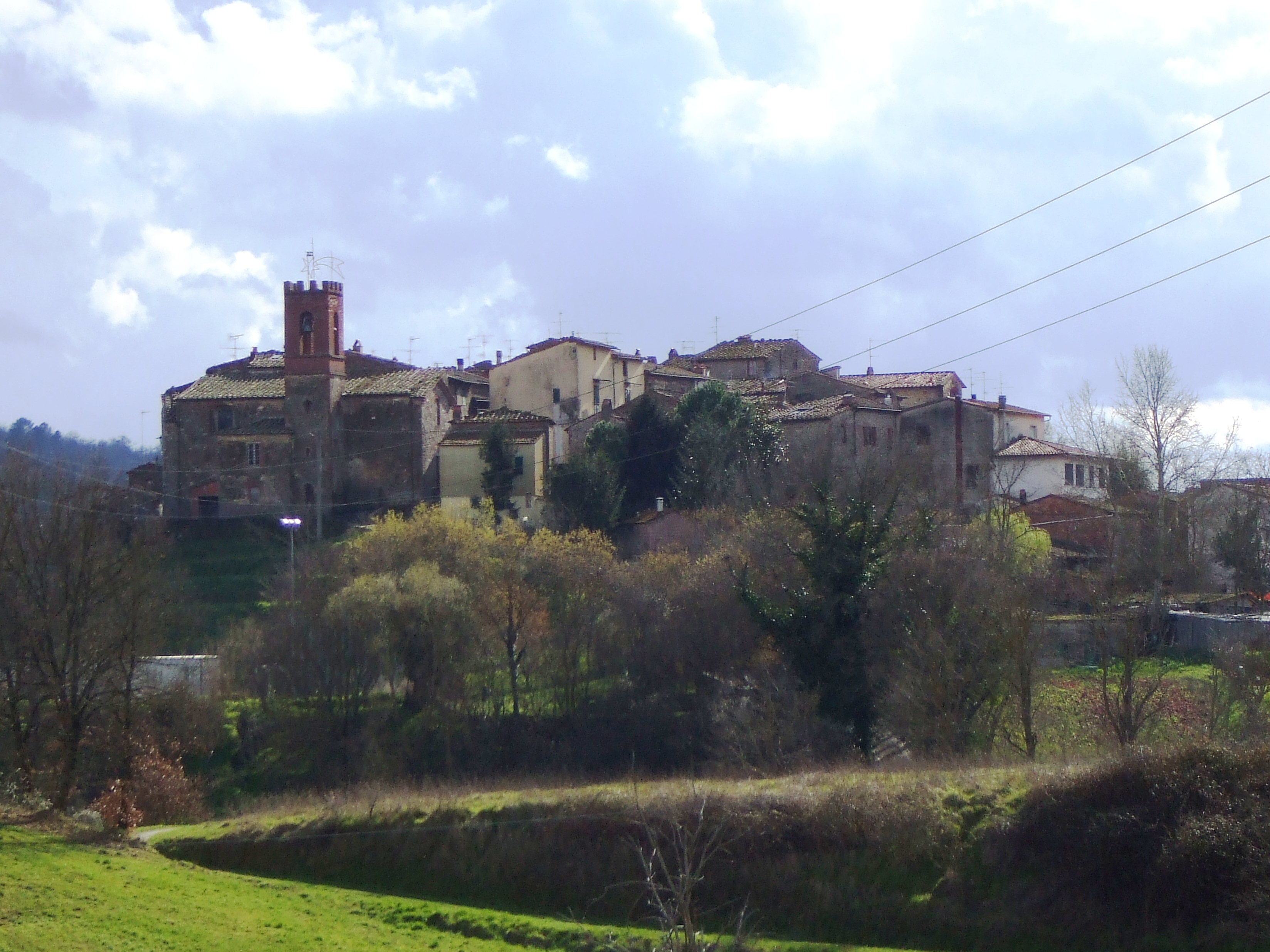
la frazione de Pietraviva